# 斯特凡·卡普瓦尼亚克

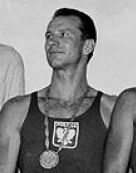
斯特凡·卡普瓦尼亚克 (1960年)

斯特凡·卡普瓦尼亚克（波蘭語：Stefan Kapłaniak，1933年4月10日—2021年8月8日），波兰男子皮划艇运动员。他曾代表波兰参加1956年、1960年和1964年夏季奥林匹克运动会皮划艇比赛，获得一枚铜牌。